# Naturfredning ved Kysthospitalet Kalundborg
Naturfredningen ved Kysthospitalet Kalundborg omfatter arealer der tidligere var park og gartneri på Kysthospitalet på Refsnæs. Det er et skov- og parkområde på ca. 20 ha nær Røsnæs' sydkyst 2-3 km vest for Kalundborg der i 1988 blev fredet. Det er afvekslende arealer med store græspartier, højstammet bøgeskov, gamle æbletræer og mod nord et parklignende landskab med mindesten fra en svunden tid.

## Landskabet
I den nordlige del er et parklignende areal med trapper og klippede hække, med spredte indslag af stenmonumenter, der som gravpladser er beplantet med taks og enebær. Denne park er kranset af navrtræer. Stenene i parken bærer inskriptioner og data om tidligere overordnede medarbejdere på det nærliggende ”Kysthospital på Refsnæs” – samt over afdøde børn – tuberkulosepatienter.
Sydvest herfor er en gammel æbleplantage inddraget i fredningen. Arealet plejes ikke længere som plantage, men de gamle træer bærer stadig god frugt. Mod syd veksler arealerne mellem skov og åbne arealer, hvor der må tændes bål hvor dette er anvist. Langs Kystvejen og Kalundborg Fjord skråner arealet ned mod vejen med en trampesti, som forløber øst-vest langs vejen. Et vandløb løber fra nord ind i skoven og krydser gennem denne.

## Flora
Blegblå anemone findes i mængde i den nordlige del af skoven. Den fandtes i Danmark kun vildtvoksende på Bornholm, men findes nu flere steder på Sjælland. Varianten i Kystskoven udmærker sig ved at være særlig blå, og må betragtes som en dyrket variant af den blegblå anemone; den er da også indført til parken af overlæge V. E. Schepelern, der var en af hospitalets mest fremtrædende læger omkring slutningen af 1800-tallet og begyndelsen af 1900-tallet. En anden i Danmark sjælden og forvildet plante, femtunge, vokser vildt i skovbrynet mod syd.